# Moment setrvačnosti

Ilustrace momentu setrvačnosti tyče ke kolmé ose

Moment setrvačnosti je skalární fyzikální veličina, která vyjadřuje míru setrvačnosti tělesa při otáčivém pohybu. Její velikost závisí na rozložení hmoty v tělese vzhledem k ose otáčení. Body (části) tělesa s větší hmotností a umístěné dál od osy mají větší moment setrvačnosti. Kvadratický moment průřezu se někdy také nazývá moment setrvačnosti a to i přesto, že není mírou setrvačnosti tělesa.

## Značení
- Symbol veličiny: J , někdy také I
- Jednotka momentu setrvačnosti SI: kilogram krát metr na druhou, značka jednotky: kg·m2. V případě, že se počítá Kvadratický moment průřezu, tak má jednotku m4.

## Výpočet

### Diskrétní rozložení hmoty
Při otáčivém pohybu soustavy hmotných bodů kolem nehybné osy opisují jednotlivé hmotné body kružnice, jejichž středy leží na ose otáčení. Úhlová rychlost {\displaystyle \omega } všech bodů je stejná.
Celkovou kinetickou energii určíme jako součet kinetických energií všech {\displaystyle n} hmotných bodů soustavy, tzn.
{\displaystyle E_{k}=\sum _{i=1}^{n}{\frac {1}{2}}m_{i}v_{i}^{2}=\sum _{i=1}^{n}{\frac {1}{2}}m_{i}r_{i}^{2}\omega ^{2}},
kde {\displaystyle m_{i}} je hmotnost {\displaystyle i}-tého hmotného bodu, {\displaystyle v_{i}} je velikost jeho rychlosti, {\displaystyle r_{i}} je jeho (kolmá) vzdálenost od osy otáčení a bylo využito toho, že rychlost bodu při kruhovém pohybu je přímo úměrná vzdálenosti bodu od osy otáčení, tzn. {\displaystyle v=\omega r}.
Předchozí vztah lze upravit na tvar
{\displaystyle E_{k}={\frac {1}{2}}\omega ^{2}\sum _{i=1}^{n}m_{i}r_{i}^{2}={\frac {1}{2}}J\omega ^{2}},
kde veličina {\displaystyle J} představuje moment setrvačnosti tělesa k ose otáčení. Moment setrvačnosti soustavy hmotných bodů je tak definován vztahem
{\displaystyle J=m_{1}r_{1}^{2}+m_{2}r_{2}^{2}+\cdots +m_{n}r_{n}^{2}=\sum _{i=1}^{n}m_{i}r_{i}^{2}}

### Spojité rozložení hmoty
V mechanice kontinua (tedy v případě spojitě rozložené hmoty) lze k určení momentu setrvačnosti použít vztah
{\displaystyle I=\int _{M}r^{2}\mathrm {d} m},
kde integrace se provádí přes celé těleso o celkové hmotnosti {\displaystyle M}.

Je-li {\displaystyle \rho } hustota tělesa, pak {\displaystyle \mathrm {d} m=\rho \mathrm {d} V}, kde {\displaystyle V} je objem tělesa a moment setrvačnosti lze vyjádřit ve tvaru
{\displaystyle I=\int _{V}r^{2}\rho \mathrm {d} V}
Integruje se přes objem celého tělesa {\displaystyle V}.
V případě, že je těleso homogenní, tzn. {\displaystyle \rho ={\mbox{konst.}}}, je možné předchozí vztah zjednodušit
{\displaystyle I=\rho \int _{V}r^{2}\mathrm {d} V}

## Poloměr setrvačnosti
Moment setrvačnosti je také možné zapsat jako součin celkové hmotnosti tělesa {\displaystyle M} a čtverce jisté střední vzdálenosti {\displaystyle R}, ve které by musela být soustředěna veškerá hmotnost tělesa, aby moment setrvačnosti byl roven momentu celého tělesa.
{\displaystyle J=MR^{2}}
Vzdálenost {\displaystyle R={\sqrt {\frac {J}{M}}}} se nazývá poloměr setrvačnosti nebo gyrační poloměr.

## Momenty setrvačnosti některých těles
Pro praktické použití je vhodná znalost některých často používaných momentů setrvačnosti.
- Moment setrvačnosti tyče délky {\displaystyle l} a hmotnosti {\displaystyle m} vzhledem k ose procházející středem délky tyče, kolmo k její délce.

{\displaystyle J={\frac {1}{12}}ml^{2}}
- Moment setrvačnosti tyče délky {\displaystyle l} a hmotnosti {\displaystyle m} vzhledem k ose procházející koncem tyče kolmo k její délce.

{\displaystyle J={\frac {1}{3}}ml^{2}}
- Moment setrvačnosti koule o poloměru {\displaystyle r} a hmotnosti {\displaystyle m} vzhledem k ose procházející středem koule.

{\displaystyle J={\frac {2}{5}}mr^{2}}
- Moment setrvačnosti plného válce o poloměru {\displaystyle r} a hmotnosti {\displaystyle m} vzhledem k ose souměrnosti.

{\displaystyle J={\frac {1}{2}}mr^{2}}
- Moment setrvačnosti tlustostěnného pláště válce o vnitřním poloměru {\displaystyle r_{1}} a vnějším poloměru {\displaystyle r_{2}} a hmotnosti {\displaystyle m} vzhledem k ose souměrnosti.

{\displaystyle J={\frac {1}{2}}m\left(r_{2}^{2}+r_{1}^{2}\right)}
- Moment setrvačnosti tenké obruče o poloměru {\displaystyle r} a hmotnosti {\displaystyle m} vzhledem k ose souměrnosti.

{\displaystyle J=mr^{2}}
- Moment setrvačnosti obdélníku o rozměrech {\displaystyle a} a {\displaystyle b} a hmotnosti {\displaystyle m} vzhledem k normále od středu obdélníku.

{\displaystyle J={\frac {1}{12}}m(a^{2}+b^{2})}

## Steinerova věta
Moment setrvačnosti vzhledem k ose procházející mimo těžiště tělesa lze určit podle Steinerovy věty jako součet momentu setrvačnosti vzhledem k rovnoběžné ose procházející těžištěm a součinu hmotnosti a čtverce vzdálenosti od těžiště, tzn.
{\displaystyle J=J_{0}+mr_{T}^{2}},
kde {\displaystyle J_{0}} je moment setrvačnosti vzhledem k rovnoběžné ose jdoucí těžištěm tělesa, {\displaystyle m} je hmotnost tělesa a {\displaystyle r_{T}} je kolmá vzdálenost těžiště od osy otáčení.

## Tenzor setrvačnosti
Otáčí-li se soustava hmotných bodů kolem libovolné osy {\displaystyle S} úhlovou rychlostí {\displaystyle \mathbf {\omega } }, má kinetická energie tohoto rotačního pohybu hodnotu
{\displaystyle E_{k}={\frac {1}{2}}J_{S}\omega ^{2}={\frac {1}{2}}\sum _{i=1}^{n}m_{i}v_{i}^{2}={\frac {1}{2}}\sum _{i=1}^{n}m_{i}{|\mathbf {\omega } \times \mathbf {r} _{i}|}^{2}},
kde {\displaystyle J_{S}} je moment setrvačnosti tělesa vzhledem k ose {\displaystyle S}, {\displaystyle v_{i}} je rychlost {\displaystyle i}-tého hmotného bodu soustavy, a {\displaystyle \mathbf {r} _{i}} je polohový vektor {\displaystyle i}-tého hmotného bodu vzhledem k počátku zvolené soustavy souřadnic, kterým prochází osa {\displaystyle S}.
Vektor {\displaystyle \mathbf {\omega } }, který směřuje podél osy {\displaystyle S} lze vyjádřit prostřednictvím jeho složek {\displaystyle \omega _{x},\omega _{y},\omega _{z}} vzhledem k souřadnicovým osám {\displaystyle x,y,z}. Předchozí vztah je pak možno rozepsat do tvaru
{\displaystyle E_{k}={\frac {1}{2}}\sum _{i=1}^{n}m_{i}\left[{\left(\omega _{y}z_{i}-\omega _{z}y_{i}\right)}^{2}+{\left(\omega _{z}x_{i}-\omega _{x}z_{i}\right)}^{2}+{\left(\omega _{x}y_{i}-\omega _{y}x_{i}\right)}^{2}\right]}
a rozepíšeme-li v tomto výrazu jednotlivé mocniny, dostaneme po úpravě
{\displaystyle 2E_{k}=\omega _{x}^{2}\sum _{i=1}^{n}m_{i}\left(y_{i}^{2}+z_{i}^{2}\right)+\omega _{y}^{2}\sum _{i=1}^{n}m_{i}\left(z_{i}^{2}+x_{i}^{2}\right)+\omega _{z}^{2}\sum _{i=1}^{n}m_{i}\left(x_{i}^{2}+y_{i}^{2}\right)-2\omega _{x}\omega _{y}\sum _{i=1}^{n}m_{i}x_{i}y_{i}-2\omega _{y}\omega _{z}\sum _{i=1}^{n}m_{i}y_{i}z_{i}-2\omega _{z}\omega _{x}\sum _{i=1}^{n}m_{i}z_{i}x_{i}}
Pro kinetickou energii pak dostáváme výraz
{\displaystyle E_{k}={\frac {1}{2}}\omega _{x}^{2}J_{x}+{\frac {1}{2}}\omega _{y}^{2}J_{y}+{\frac {1}{2}}\omega _{z}^{2}J_{z}-\omega _{x}\omega _{y}D_{xy}-\omega _{y}\omega _{z}D_{yz}-\omega _{z}\omega _{x}D_{zx}},
kde
{\displaystyle J_{x}=\sum _{i=1}^{n}\left(y_{i}^{2}+z_{i}^{2}\right)m_{i}}
{\displaystyle J_{y}=\sum _{i=1}^{n}\left(z_{i}^{2}+x_{i}^{2}\right)m_{i}}
{\displaystyle J_{z}=\sum _{i=1}^{n}\left(x_{i}^{2}+y_{i}^{2}\right)m_{i}}
jsou momenty setrvačnosti vzhledem k souřadnicovým osám {\displaystyle x,y,z} a
{\displaystyle D_{xy}=\sum _{i=1}^{n}x_{i}y_{i}m_{i}}
{\displaystyle D_{yz}=\sum _{i=1}^{n}y_{i}z_{i}m_{i}}
{\displaystyle D_{zx}=\sum _{i=1}^{n}z_{i}x_{i}m_{i}}
jsou deviační momenty.

Předchozí vztahy platí pro těleso popsané soustavou hmotných bodů. Považujeme-li hmotu v tělese za spojitě rozloženou, přejdeme od sumace k integraci a pro momenty setrvačnosti k souřadnicovým osám dostaneme
{\displaystyle J_{x}=\int _{M}(y^{2}+z^{2})\mathrm {d} m}
{\displaystyle J_{y}=\int _{M}(z^{2}+x^{2})\mathrm {d} m}
{\displaystyle J_{z}=\int _{M}(x^{2}+y^{2})\mathrm {d} m}
Pro deviační momenty získáme podobně vztahy
{\displaystyle D_{xy}=\int _{M}xy\mathrm {d} m}
{\displaystyle D_{yz}=\int _{M}yz\mathrm {d} m}
{\displaystyle D_{zx}=\int _{M}zx\mathrm {d} m}
Vektor {\displaystyle \mathbf {\omega } }, který leží v ose {\displaystyle S} je možné využít k získání směrových kosinů rotační osy, tzn. {\displaystyle \cos \alpha ={\frac {\omega _{x}}{\omega }},\cos \beta ={\frac {\omega _{y}}{\omega }},\cos \gamma ={\frac {\omega _{z}}{\omega }}}, kde {\displaystyle \omega } je velikost vektoru {\displaystyle \mathbf {\omega } }. Po dosazení do výrazů pro kinetickou energii a po úpravě dostaneme výraz pro výpočet momentu setrvačnosti {\displaystyle J_{S}} vzhledem k ose, která svírá se souřadnicovými osami {\displaystyle x,y,z} úhly {\displaystyle \alpha ,\beta ,\gamma }
{\displaystyle J_{S}=J_{x}\cos ^{2}\alpha +J_{y}\cos ^{2}\beta +J_{z}\cos ^{2}\gamma -2D_{yz}\cos \beta \cos \gamma -2D_{zx}\cos \gamma \cos \alpha -2D_{xy}\cos \alpha \cos \beta }
Změní-li se směr osy {\displaystyle S} vzhledem k tělesu, změní se také velikost momentu setrvačnosti {\displaystyle J_{S}}. Toto rozložení charakterizuje elipsoid setrvačnosti.

Momenty setrvačnosti k souřadnicovým osám a deviační momenty lze uspořádat do tzv. tenzoru setrvačnosti:
{\displaystyle \mathbf {J} =\int {\left(\mathbf {E} r^{2}-r\otimes r\right)\,dm}=\int {\left[{\begin{matrix}y^{2}+z^{2}&-xy&-xz\\-xy&x^{2}+z^{2}&-yz\\-xz&-yz&x^{2}+y^{2}\end{matrix}}\right]dm}},
kde symbol {\displaystyle \otimes } představuje tenzorový součin, jehož výsledkem je symetrická čtvercová matice.

## Kvadratický moment průřezu (tzv. plošný moment setrvačnosti)
Kvadratický moment průřezu resp. kvadratický moment plochy (nesprávně nazývaný jako plošný moment setrvačnosti, neboť tento se setrvačností těles nemá nic společného) se využívá velmi často v mechanice např. při výpočtu průhybů nosníků, napětí, ztrátě stability atp.
U kvadratického momentu průřezu se obvykle jedná o moment rovinné plochy. Pro výpočet můžeme použít vztahy pro výpočet momentu setrvačnosti k ose, přičemž položíme {\displaystyle z=0}. Hmotnostní element {\displaystyle \mathrm {d} m} je pak {\displaystyle \sigma \mathrm {d} S}, kde {\displaystyle \sigma } je plošná hustota zkoumané plochy (obecně závislá na {\displaystyle x} a {\displaystyle y}).

Kvadratické momenty plochy k osám {\displaystyle x,y} jsou tedy
{\displaystyle J_{x}=\int _{S}y^{2}\sigma \mathrm {d} S}
{\displaystyle J_{y}=\int _{S}x^{2}\sigma \mathrm {d} S}
Z deviačních momentů je nenulový pouze
{\displaystyle D_{xy}=\int _{S}xy\sigma \mathrm {d} S}
Pokud je plocha homogenní (plošná hustota je konstantní), můžeme ji vytknout před integrál a vztahy se zjednoduší na
{\displaystyle J_{x}=\sigma \int _{S}y^{2}\mathrm {d} S}
{\displaystyle J_{y}=\sigma \int _{S}x^{2}\mathrm {d} S}
{\displaystyle D_{xy}=\sigma \int _{S}xy\mathrm {d} S}
Namísto elipsoidu setrvačnosti dostáváme elipsu setrvačnosti.

Položíme-li do těžiště tělesa počátek pravoúhlé soustavy souřadnic, potom kvadratické momenty ke třem vzájemně kolmým rovinám, proloženým souřadnicovými osami, jsou
{\displaystyle J_{xy}=\int _{M}z^{2}\mathrm {d} m}
{\displaystyle J_{yz}=\int _{M}x^{2}\mathrm {d} m}
{\displaystyle J_{zx}=\int _{M}y^{2}\mathrm {d} m}
Srovnáním s momenty setrvačnosti k osám {\displaystyle x,y,z} pak platí
{\displaystyle J_{x}=J_{xy}+J_{zx}}
{\displaystyle J_{y}=J_{xy}+J_{yz}}
{\displaystyle J_{z}=J_{yz}+J_{zx}}

## Polární kvadratický moment plochy (plošný moment setrvačnosti)
Kvadratické momenty plochy můžeme určovat nejenom k ose, ale také k bodu, kdy se jedná o tzv. polární kvadratický moment.
Polární kvadratický moment části rovinné plochy (vzhledem k počátku souřadné soustavy {\displaystyle [0,0]}) je
{\displaystyle J_{p}=J_{x}+J_{y}=\int _{S}(x^{2}+y^{2})\sigma \mathrm {d} S=\int _{S}r^{2}\sigma \mathrm {d} S}